# Jan Vermeulen (grafisch ontwerper)
Jan Vermeulen (Leiden, 11 mei 1923 - Nijmegen, 10 april 1985) was een Nederlandse uitgever, typograaf en grafisch vormgever. Zijn carrière besloeg de tweede helft van de 20e eeuw en omvatte diverse bijdragen aan zowel de literaire als grafische wereld.
Vermeulen staat bekend om zijn bijzondere vaardigheid om de literaire inhoud van een boek visueel te vertalen naar een grafische weergave. Hij onderhield vriendschappen met dichters zoals Gerrit Achterberg en Hans Warren. Als uitgever bij Meulenhoff nam Vermeulen het initiatief  om samen te werken aan de publicatie van dichtbundels van Gerrit Achterberg. Zijn liefde voor literatuur en grafisch ontwerp kwam tot uiting in zijn toewijding aan het samenstellen en uitgeven van hoogwaardige literaire werken.
Vermeulen was tevens nauw bevriend met de Nederlandse schrijver Jan Wolkers. Hij ontwierp boekomslagen voor Wolkers, waarmee hij een significante rol speelde in het visuele aspect van Wolkers' literaire werken. Een van Vermeulens' bekendste ontwerpen is het iconische omslag van de roman Turks fruit. De typografie van de eerste druk van Turks Fruit werd in 2006 door NRC opgenomen in de shortlist van het Beste Nederlandse Design van de Twintigste Eeuw.
Jan Vermeulen was niet alleen actief in de wereld van typografie, grafische vormgeving en uitgeverij, maar bekleedde ook functies als docent en adjunct-directeur aan de kunstacademie in Arnhem. In deze rollen deelde hij zijn kennis en expertise met jonge kunstenaars en ontwerpers, waarbij hij bijdroeg aan de educatieve en artistieke ontwikkeling van de volgende generatie. Zijn betrokkenheid bij het onderwijs benadrukt zijn veelzijdigheid en toewijding aan het bevorderen van creativiteit en vakmanschap in de kunstgemeenschap. Jan Vermeulens invloed reikte zo uit naar zowel de professionele wereld als het onderwijs, waarmee hij een blijvende stempel heeft gedrukt op het culturele landschap van Nederland.
Jan Vermeulen wordt herinnerd als een creatieve kracht die de esthetiek van literatuur in Nederland heeft verrijkt. Zijn bijdragen aan samenwerkingen met bekende auteurs en dichters hebben een blijvende impact achtergelaten in de Nederlandse literaire en grafische gemeenschap.

## Persoonlijk
Hij is de vader van galeriehouder Julius Vermeulen.
- Biografisch Portaal: 75577314
- Digitale Bibliotheek voor de Nederlandse Letteren: verm027
- Gemeinsame Normdatei: 119180537
- International Standard Name Identifier: 0000 0000 7861 4484
- Library of Congress Control Number: n2020021063
- Nationale bibliotheek van Australië: 35791531
- Nederlandse Thesaurus van Auteursnamen: 070254907
- RKD-Nederlands Instituut voor Kunstgeschiedenis: 94931
- Trove: 1089584
- Virtual International Authority File: 93402950
- WorldCat: E39PBJjMBt3Fv7WcPyrRb7mTpP